# Detto tra noi/Non farti cadere le braccia
Detto tra noi/Non farti cadere le braccia è un singolo del cantautore italiano Edoardo Bennato, pubblicato nel 1973 è l'unico estratto dall'album Non farti cadere le braccia.

## Descrizione
È il quinto singolo di Bennato, primo inciso con la Ricordi e prodotto da Alessandro Colombini.

## Tracce
Lato A
1. Detto tra noi (Versione più breve rispetto a quella pubblicata sull'album "Non farti cadere le braccia") (Edoardo Bennato)

Lato B
1. Non farti cadere le braccia – 3:43 (Edoardo Bennato)